# Hyphydrus impressus
Hyphydrus impressus är en skalbaggsart som beskrevs av Johann Christoph Friedrich Klug 1833. Hyphydrus impressus ingår i släktet Hyphydrus och familjen dykare. Inga underarter finns listade i Catalogue of Life.